# Josep Fontbernat i Verdaguer
Josep Fontbernat i Verdaguer (Estanyol, Gironès 1 de maig de 1896 - Andorra la Vella, 22 de març de 1977) fou un músic i polític català. De petit es traslladà a Anglès i va fer estudis a Girona i després a Barcelona, on estudià música amb Enric Morera i Viura, Déodat de Séverac i Vincent D'Indy. Per indicació d'ells fundà la Coral Catalana de Perpinyà, La Bourrée a Tolosa de Llenguadoc, la Coral Occitana a París, i la Coral de la Ligue d'Auverne.
Políticament fou militant d'Estat Català i s'exilià a França, on fou detingut i expulsat a Bèlgica arran de la seva implicació en els fets de Prats de Molló el 1926. Tornà a Barcelona poc abans de la proclamació de la República el 1931 i hi fundà la coral Els Cent Homes. Fou elegit diputat per l'Esquerra Republicana de Catalunya a les eleccions al Parlament de Catalunya de 1932 i fou nomenat director de Ràdio Associació de Catalunya, delegat del Govern de la Generalitat de Catalunya al Gran Teatre del Liceu (1933), director de l'Orquestra Simfònica de Ràdio Barcelona (1934) i director de l'Orquestra Filharmònica de Barcelona (1936).
Durant la guerra civil espanyola fou nomenat Director General de Radiodifusió de Catalunya. Un cop acabada la guerra, es va exiliar primer a França, on va rebutjar la presidència de la Generalitat de Catalunya a l'exili, i després a Andorra, on participà en programes en català de Radio de les Valls (Radio des Vallées) que més tard esdevindrà Sud Radio. El programa es deia "Glossari Andorrà" i la primera edició va ser el 20 de juliol de 1959 dedicat a "Pau Casals a Prada del Conflent".
Mentre la guerra avançava Simone, Josette i Marylou vivien entre París i Anglès per estalviar-los la guerra.

## Obres
- La batalla de Prats de Molló (1930)
- Glossari andorrà (1966)